# Aplocheilichthys bukobanus
Aplocheilichthys bukobanus е вид лъчеперка от семейство Poeciliidae. Видът е незастрашен от изчезване.

## Разпространение
Разпространен е в Кения, Танзания и Уганда.

## Описание
На дължина достигат до 5 cm.